# Anna Fehrle
Anna Fehrle (* 19. Juni 1892 in Schwäbisch Gmünd; † 26. März 1981 ebenda) war eine deutsche Bildhauerin, Krippenkünstlerin und Kunsthandwerkerin. Anna Fehrle war die Schwester des Bildhauers Jakob Wilhelm Fehrle.

## Leben und Werk
Anna Fehrle bildete sich unter dem Einfluss ihres Bruders Jakob Wilhelm Fehrle ab 1920 autodidaktisch zur Bildhauerin und Krippenkünstlerin. 1922 stellte sie erstmals mit ihrem Bruder, ihrer Schwägerin Klara Fehrle und dem gemeinsamen Freund Reinhold Nägele im Kunsthaus Schaller in Stuttgart aus. Bis Mitte der 1920er Jahre hatte sie sich zur professionellen Kunsthandwerkerin entwickelt und gestaltete Weihnachtskrippen, Teppiche und Puppen, die dann Reinhold Nägele zu seinen Puppenstillleben inspirierten. Anna Fehrle nahm an diversen Ausstellungen und Messen in Leipzig und Frankfurt/Main teil.

## Ausstellungsteilnahmen (Auszug)
- 1922 Gruppenausstellung mit Jakob Wilhelm Fehrle, Klara Fehrle, Reinhold Nägele im Kunsthaus Schaller, Stuttgart
- 1926 Stuttgarter Sezession
- 1982 Gedächtnisausstellung im Museum Schwäbisch Gmünd
- 2023/2024 (Weihnachtszeit): Schau, das Christkind. Die Musberger Krippe von Anna Fehrle[2]